# Constantin Rădulescu-Motru
Constantin Rădulescu-Motru (n. 15 februarie 1868, Mehedinți, România – d. 6 martie 1957, București, România), a fost un filozof, psiholog, pedagog, om politic, dramaturg, director de teatru român, academician și președinte al Academiei Române între 1938 - 1941, personalitate marcantă a României primei jumătăți a secolului al XX-lea.

## Viața și opera

### Familia
Constantin Rădulescu-Motru s-a născut pe 2/15 februarie 1868, în comuna Butoiești, județul Mehedinți, fiul lui Radu Poppescu și al Juditei Butoi.  Tatăl său, născut în 1837, era  fiul egumenului mânăstirii Gura Motrului, Eufrosin Poteca.  Descendența este sugerată direct de Constantin Rădulescu-Motru însuși în Revizuiri și adăugiri ..., indirect de schimbarea numelui său de familie și confirmată fară echivoc de fiica filosofului, Margareta, în 1993.  Mama, Judita Butoi, se născuse în 1847 și a murit, din cauza complicațiilor avute la naștere, la câteva zile după nașterea lui Constantin. Ulterior, Radu Poppescu s-a recăsătorit cu Ecaterina Cernăianu, cu care a avut nouă copii.

### Moșteniri
Averea mamei, moșia din Butoiești, măsurând aproximativ 300 de pogoane, administrată de bunicul matern al lui Constantin, Ion Butoi, care era și proprietarul acesteia, revine ca moștenire copilului, slujindu-i ca suport material constant în viață.
Radu Poppescu era, printre altele, secretar al tatălui său, ierarhul Eufrosin Poteca. Prin testament, acesta îi lăsase tatălui lui Constantin fonduri pentru o bursă în străinătate, de care Radu Poppescu nu a putut beneficia datorită unor dificultăți birocratice create de ministrul Instrucției Publice. Mult mai târziu, când problemele birocratice legate de folosirea fondurilor au fost rezolvate, Constantin Rădulescu (încă nedevenit Rădulescu-Motru), moștenitorul de drept al bursei, o refuză considerând că își poate acoperi cheltuielile legate de studierea în străinătate cu ajutorul veniturilor moșiei de la Butoiești. Bursa respectivă avea să revină lui Gheorghe Țițeica, viitorul mare matematician.

### Copilărie
În timpul copilăriei, Constantin a suferit de friguri palustre și și-a fracturat un picior, motiv pentru care rămâne cu un defect fizic, pe viață.
Conform biografiei din "Psihologia poporului roman", Rădulescu Motru nu a suferit de mic de nici un defect fizic. Piciorul și l-a fracturat in timpul vieții de om matur - spre bătrânețe (alunecând pe scări).

### Studii
Între 1880 - 1885, Constantin urmează liceul la Craiova, pe care îl va termina și absolvi la vârsta de 17 ani.
În 1885 se înscrie simultan la Facultatea de Drept și la Facultatea de Litere și Filosofie, ambele din cadrul Universității București.  Cu Titu Maiorescu, care îi este profesor, și care îl remarcă imediat, stabilește legături spirituale puternice și de durată.  Frecventează, de asemenea, cursurile profesorilor Constantin Dumitrescu-Iași, Bogdan Petriceicu Hașdeu, V. A. Urechia, Grigore Tocilescu.
În 1888, obține licența în drept cu teza "Despre contracte", cu mențiunea magna cum laude.
În 1889, trece examenul de licență în filosofie cu lucrarea "Realitatea empirică și condițiile cunoștinței".

### Europa Centrală
În vara anului 1889, în lunile iulie și august îl însoțește pe Titu Maiorescu într-o călătorie în Austria, Germania și Elveția.  În Austria și Germania, vizitarea Vienei și a München-ului, a universităților prestigioase din aceste centre culturale și contactarea personală a unor personalități marcante ale momentului au fost scopurile esențiale ale vizitelor.

### Germania
Între 1890 și 1893 se stabilește în Germania. După ce a studiat un semestru la München, fiind student al lui Carl Stumpf, se mută la Leipzig.  Acolo, timp de trei ani, lucrează în laboratorul vestitului psiholog Wilhelm Wundt.  Alături de studiile psihologice, pe care le face sub îndrumarea profesorului Wundt, frecventează și alte cursuri, dintre care cele de fizică, fiziologie, chimie, psihiatrie și matematică sunt cele pe care le frecventează regulat.  De asemenea, frecventează cursul de filologie română, ținut de profesorul Gustav Weigand. Se căsătorește cu o nemțoaică, care refuză să-l însoțească în România. Ca atare, această căsnicie nereușită va fi desfăcută ulterior.
În 1892, își adaugă numele de Motru la cel de Rădulescu.

### Revenirea în țară
Un an mai târziu, devine doctor în filosofie cu teza Zur Entwickelung von Kant's Theorie der Naturkausalität. Henri Bergson a citat teza lui Rădulescu-Motru în lucrarea Introduction à la Metaphysique. În 1897 înființează „Studii filosofice” care va deveni "Revista de filosofie". Între 1895 și 1899 este bibliotecar la biblioteca Fundației Universitare Carol I. În 1918 devine director al Teatrului Național din București. În 1923 este primit în Academia Română pentru ca în 1938 să devină președintele acestei instituții, funcție exercitată până în 1941.

### Contribuțiile în psihologie
Constantin Rădulescu-Motru își începea Cursul de psihologie cu definiția etimologică a psihologiei, pe care o numea știința despre viața sufletească, pornind de la termenii grecești psyche (suflet) și logos (știință).Considera că psihologia „urmărește să descrie în mod complet și exact  diferite forme ale vieții sufletești; în același timp, ea ne dă și explicarea faptelor sufletești sub raportul succesiunii și al coexistenței lor” .
El definea senzațiile sau simțirile elementare „ca fiind ultimele diferențieri pe care le obținem în înfățișările intuitive ale conștiinței, prin izolarea și modificarea condițiilor lor de producere”. Conform lui, conștiința recepționează imagini despre obiecte, nu trăiri elementare, deoarece gusturile, culorile și impresiile noastre despre temperatură etc., sunt proprietățile unor obiecte, fără o existență proprie, iar denumirile lor sunt rezultatul unui proces de abstractizare. Deși rareori omul le realizează separat, senzațiile sunt fenomene reale ale vieții psihice, care stau la baza proceselor psihice mai complexe și se integrează în acestea .

## Scrieri
- F.W.Nietzsche. Viața și filosofia, 1897
- Problemele psihologiei, 1898
- Știință și energie, 1902
- Cultura română și politicianismul, 1904
- Psihologia martorului, 1906
- Psihologia industriașului, 1907
- Puterea sufletească; Psihologia ciocoismului, 1908
- Poporanismul politic și democrația conservatoare; Naționalismul cum se înțelege. Cum trebuie să se înțeleagă, 1909
- Sufletul neamului nostru. Calități bune și defecte, 1910
- Din psihologia revoluționarului, 1919
- Rasa, cultura și naționalitatea în filosofia istoriei, 1922
- Curs de psihologie, 1923
- Țărănismul. Un suflet și o politică, 1927
- Învățământul filosofic în România; Centenarul lui Hegel; Psihologie practică, 1931
- Vocația, factor hotărâtor în cultura popoarelor, 1932
- Ideologia statului român, 1934
- Românismul. Catehismul unei noi spiritualități, 1936
- Psihologia poporului român, 1937
- Timp și destin, 1940
- Etnicul românesc. Comunitate de origine, limbă și destin, 1942

## In memoriam
- Casa Memorială „Constantin Rădulescu-Motru” din Butoiești, județul Mehedinți